# 레전드 오브 더 로스트
레전드 오브 더 로스트(Legend Of The Lost)는 미국에서 제작된 헨리 헤서웨이 감독의 1957년 영화이다. 존 웨인 등이 주연으로 출연하였고 헨리 헤서웨이 등이 제작에 참여하였다.

## 출연

### 주연
- 존 웨인
- 소피아 로렌

### 조연
- 로사노 브라지
- 커트 카스즈너

## 제작진
- 미술: 알프레드 이바라
- 의상: Gaia Romanini